# Gerhard Levy
Gerhard Levy (* 12. Februar 1928 in Wollin; † 3. August 2017 in Sarasota) war ein deutschamerikanischer Pharmakologe.

## Leben
Gerhard Levy wurde in Deutschland geboren. Aufgrund der Verfolgung der Juden zur Zeit des Nationalsozialismus verließ die Familie Deutschland und wanderte nach China aus. Levy lebte zunächst in Shanghai, ehe er nach dem Krieg in die USA übersiedelte. Er studierte an der University of California, San Francisco und erlangte dort 1955 den Bachelor in Pharmazie und 1958 den Doctor of Pharmacy. Anschließend lehrte er  an der University at Buffalo. Im Jahr 1980 wurde er als einer der ersten Pharmaziewissenschaftler Mitglied der National Academy of Medicine. 1990 wurde Levy mit dem Scheele-Preis ausgezeichnet. Außerdem wurde er unter anderem mit der Høst-Madsen-Medaille der International Pharmaceutical Federation und dem Oscar Hunter Award der American Society for Pharmacology and Experimental Therapeutics geehrt. Im Jahr 2000 ging er in den Ruhestand. Er war Träger von sechs Ehrendoktoraten, darunter der University of Minnesota (2001). Sein Forschungsschwerpunkt lag in den Bereichen Pharmakokinetik und Pharmakodynamik.